# قصر لذت
قصر لذت (انگلیسی: House of Pleasure) یک درام تاریخی کمدی به کارگردانی فرانتس آنتل است که در سال ۱۹۶۹ منتشر شد.

## بازیگران
- هاینریش شوایگر در نقش ناپلئون بناپارت
- لاندو بوتسانکا در نقش کُنت لومباردینی
- تری توردایی در نقش سوزان/صاحبخانهٔ لان
- ادویژ فنش
- کلاودیو بروک
- مارگارت لی
- کارل میشائیل فوگلر
- هارالد لایپنیتز
- ژاک ارلن
- رالف وولتر
- ژودیت دورنیس
- سیسی لووینگر
- رزماری لینت